# Bittium elegantissimum
Bittium elegantissimum is een slakkensoort uit de familie van de Cerithiidae. De wetenschappelijke naam van de soort is voor het eerst geldig gepubliceerd in 1899 door Hedley als Cerithium elegantissmum.